# Balbina Medrano Aranda
Balbina Medrano Aranda, també coneguda com a Guillermina Supervía (Albacete, 8 de desembre de 1912 - València, Horta de València, 28 de setembre de 2005), fou una mestra, que va esdevenir la primera regidora de l'Ajuntament de València.

## Biografia
Nascuda a Albacete, Balbina Medrano prompte es trasllada a València, on estudia l'ensenyament primari en l'Escola annexa a la Normal mentre un professor privat la prepara per ingressar en l'Institut Lluís Vives, on cursarà el batxillerat, en l'especialitat de ciències. Massa jove per tal d'ingressar a la universitat, comença estudis en la Normal Femenina, però quan s'implanta el Pla Professional, superada la prova d'accés, passa a formar part de la primera promoció (1931-1935) i comença estudis de Filosofia i Lletres sense arribar a finalitzar-los per causa de la guerra. En aquests anys pertany a la Federación Universitaria Española (FUE).
Políticament definida republicana i d'esquerra moderada, s'afilia al Partit Republicà Radical Socialista (PRRS) i a Esquerra Republicana, on serà una de les organitzadores del Comitè femení. Molt bona oradora, va fer campanya pel Front Popular i intervé en gran quantitat de mítings i actes electorals per tota la província de València. El seu fort compromís la conduirà a ser la primera dona regidora de l'Ajuntament de València, com a representant a Esquerra Republicana quan, després del triomf de l'esquerra, es van nomenar comissions gestores.
Identificada pedagògicament amb la Institución Libre de Enseñanza, defensarà sempre una escola laica, democràtica i pública. Membre de la FETE, es planteja, després de ser destinada a l'escola de Llíria, la substitució de l'ensenyament religiós en els establiments dependents de la Diputació. El 1936 és traslladada, com a directora, a l'Asilo de San Eugenio, al qual canvia el nom pel de Casa de la Infancia Giner de los Ríos. Deixarà aquest treball el 1938 quan es desplace a París per representar l'Executiva Nacional de les Joventuts d'Esquerra Republicana en l'Aliança Juvenil Antifeixista.
Torna a València, però en gener de 1939 es trasllada a Barcelona per travessar la frontera cap a París, on es reincorpora a les tasques de l'Alianza Juvenil Antifascista (AJA) fins a l'inici de la Segona Guerra Mundial, en què partirà amb destinació a Mèxic acompanyada del seu marit Rafael Supervía. Quan el vaixell fa una escala tècnica a la República Dominicana, es ressent físicament i s'estableixen allà on treballa de professora en l'Escola Normal, a Ciudad Trujillo i seria fundadora i directora de l'Instituto Escuela, fet a imatge dels que la Institució de Lliure Ensenyança havia creat en territori espanyol.
Sorgeixen problemes amb el dictador Trujillo i s'instal·la als EUA el 1945, animada perquè quan els visita amb anterioritat per realitzar cursos postgraduats en la Columbia University de Nova York, becada per la fundació Rockefeller, ja havia establert relacions per a treballar-hi com a docent.
Mentre el seu espòs ocupa llocs polítics d'importància i exerceix de professor a la Universitat George Washington, ella treballa de docent, contractada per la Sidwell Friends School de Washington DC per impartir classes d'espanyol amb el càrrec de cap del Departament d'Espanyol. Jubilada, continuarà donant classes com a assistant professor a The American University de Washington DC –on ja havia assistit a cursos de postgrau–. També publicà diverses obres sobre temes relacionats amb l'ensenyament del castellà i amb la recuperació de la memòria de les dones republicanes.
Coneguda com a Guillermina Supervia, s'integra en organitzacions polítiques que reivindiquen l'arribada de la democràcia a Espanya i la reinstauració de la República. Entre elles es pot citar l'organisme polític «American For Democratic Action». Mort Franco, es planteja el retorn, una decisió que cobra més força després de la defunció, en 1978, de sa mare i del seu marit. Durant molts anys compaginarà estades a València i als EUA, fins que s'instal·la de manera definitiva a València al final dels 1990, quan es va centrar a organitzar el seu arxiu i biblioteca per donar-los a la Biblioteca Valenciana, on es poden consultar sota la referència Arxiu Medrano-Supervía, i que constitueixen un fons imprescindible per conèixer l'exili espanyol a Amèrica.

## Premis i Reconeixements
El govern espanyol li va concedir el 1986 el Llaç de Dama d'Isabel la Catòlica.

L'Ajuntament de València li va dedicar un carrer en la pedania de Borbotó. 

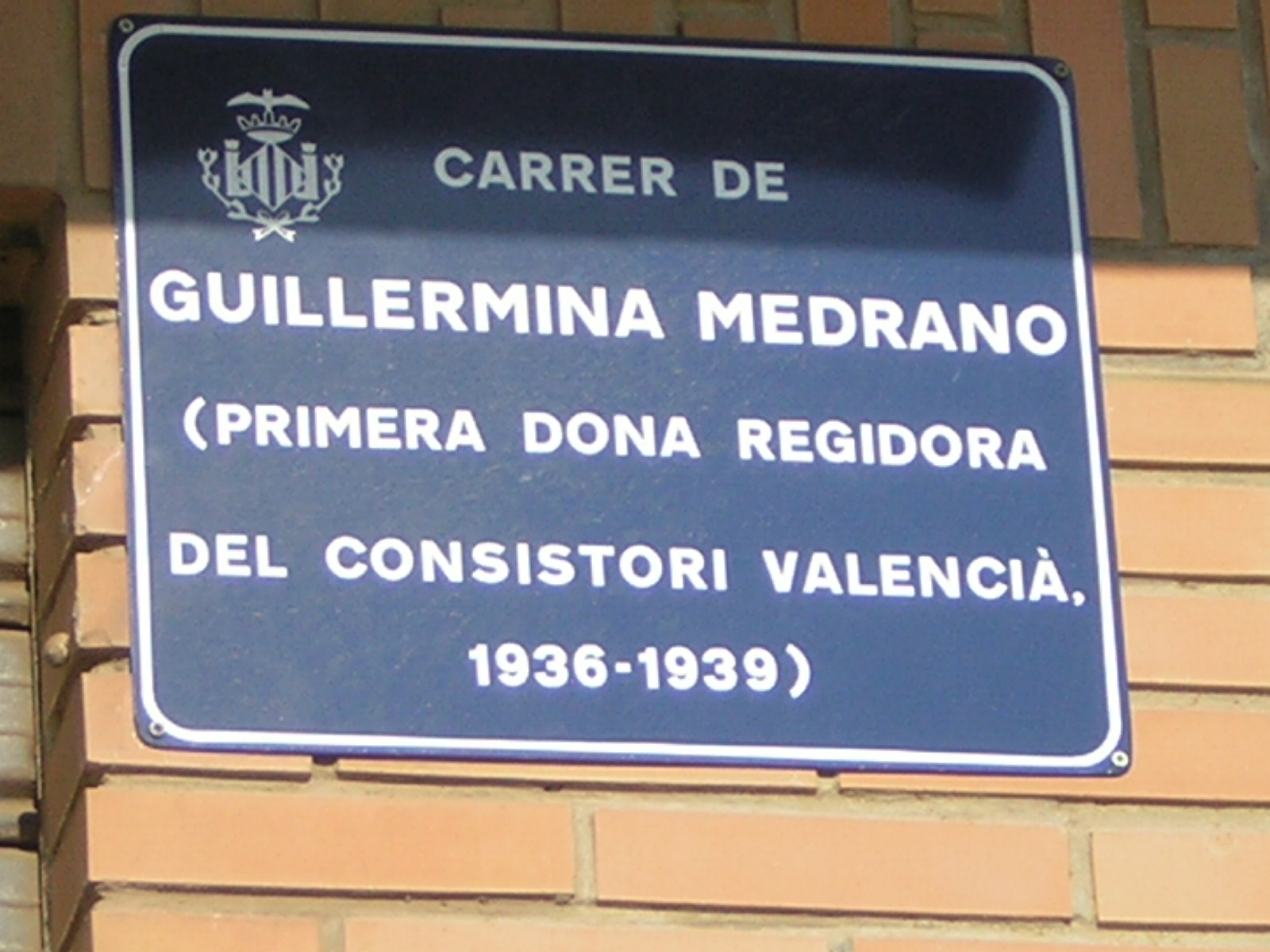
Placa del carrer dedicat a València

En l'any 2001 va ser homenatjada durant el desenvolupament d'un curs de recuperació del patrimoni cultural de la República Espanyola organitzat a la Biblioteca Valenciana, a la qual va donar nombrosos fons, com cartes de polítics i intel·lectuals i fins a un poema que li va dedicar Jorge Guillén, tant propis com del seu espòs, Rafael Supervía.
Compta amb els premis Isabel Ferrer de la Generalitat (l'any 2001) i Dones Progressistes.